# Объединённые организации обслуживания
Объединённые организации обслуживания вооружённых сил (англ. United Service Organizations, USO) — независимое объединение добровольных религиозных, благотворительных и других обществ по содействию вооружённым силам США. Принимает участие в организации досуга военнослужащих, прежде всего путём создания клубов. Финансируется за счёт частных пожертвований, имея 160 отделений в США и за рубежом. Её деятельность официально признана полезной Министерством обороны, устав одобрен Конгрессом США.
Основана в 1941 году с намерением морально поддержать сражающихся солдат, «создать для них дом вне дома». Во время Второй мировой войны в концертах, организованных по инициативе организаций, принимали участие многие звёзды эстрады. В 1947 году клубы USO за ненадобностью были расформированы, однако уже в 1950-м вновь начали активную деятельность из-за развязавшейся Корейской войны, позже продолжили работу в горячих точках Вьетнамской войны, посылая своих активистов прямо на поля сражений.
С развитием телевидения многие встречи и концерты организаций стали транслироваться кабельными телеканалами, особой популярностью пользуются те из них, которые проходят при участии звёзд первой величины: известных актёров, музыкантов, спортсменов. Находясь в зоне военных действий, знаменитости рискуют своими жизнями наравне с простыми солдатами, в результате чего патриотизм и боевой дух последних существенно возрастает.